# Romualdo Matias Kujawski
Dom Romualdo Matias Kujawski (Poznań, Polônia, 24 de Janeiro de 1947), é um bispo católico polonês, bispo emérito de Porto Nacional, Tocantins.
Foi ordenado bispo em 15 de agosto de 2008, em Palmas (TO) e tomou posse como bispo coadjutor de Porto Nacional. Com doutorado em teologia pela Pontifícia Universidade Gregoriana, em Roma, dom Romualdo fez seus estudos de filosofia e teologia em sua cidade natal, onde também recebeu a ordenação presbiteral em 24 de maio de 1973, assinala  a nota de imprensa da CNBB.

## Histórico
Títulos eclesiásticos:
Canonicato na Igreja Municipal de Poznan (28 de Junho de 1997)
Título de Monsenhor recebido na Arquidiocese de Palmas (6 de Junho de 2002)
Títulos científicos:
 Doutor em Teologia (Pontifícia Universidade Gregoriana – Roma, 8 de Julho de 1982). Tema de dissertação: “A Espiritualidade do Sacerdote Diocesano segundo o ensinamento do Cardeal Stefan Wyszynski, Primaz da Polônia”.
Licenciatura em Filosofia (Pontifícia Universidade Católica de Minas Gerais – Belo Horizonte, 14 de Setembro de 1996). Título da Monografia: “As essenciais categorias filosóficas no pensamento de Emanuel Mounier – uma tentativa de descobrir”
Atividades pastorais:
1973 – 1977 Vigário paroquial em Biezdrowo e Zaniemysl (Polônia)
1977 – 1982 Estudos na Pontifícia Universidade Gregoriana em Roma
1982 – 1987 Vigário paroquial nas paroquias: Ostrów Wlkp. e Czempin (Polônia) e ao mesmo tempo Professor de Teologia no Curso para  Leigos
1987 – 1988 Administrador paroquial da Par. Kamionna (Polônia)
11 de março de 1988 Chegada ao Brasil (Porto Naval em São Luiz – MA) como Sacerdote “Fidei Donum” com destino a Arquidiocese de Diamantina (MG)
Em Diamantina:
o   – Professor de Teologia Espiritual
o   – 1990 – 1997 Reitor do Seminário Arquidiocesano Sagrado Coração de Jesus
o   – 1998 – 1999 Diretor Acadêmico do Seminário
1999 Transferência para Palmas (TO) – Dezembro
Em Palmas:
o   2000 – 2008 Reitor do Seminário Propedêutico e depois do Seminário Interdiocesano do Divino Espírito Santo
o   No mesmo período entre 2003 – 2008 também Vigário Episcopal para Administração, Moderador da Cúria e membro do Conselho dos Consultores e do Conselho Presbiteral.
2 de Julho de 2008 eleito pelo Papa Bento XVI Bispo Coadjutor da Diocese de Porto Nacional (TO)
4 de Novembro de 2009 após  renúncia por idade do predecessor Dom Geraldo Vieira Gusmão aceita pelo Papa, Bispo Diocesano de Porto Nacional (TO)